# 1980 NBA Expansion Draft
Rozszerzający draft odbył się 28 maja 1980 r., z okazji przyjęcia do ligi NBA nowego klubu – Dallas Mavericks. Klub wybrał z pozostałych drużyn 22 zawodników.
| Zawodnik           | Pozycja | Narodowość        | Poprzednia drużyna     |
| ------------------ | ------- | ----------------- | ---------------------- |
| Del Beshore        | G       | Stany Zjednoczone | Chicago Bulls          |
| Winford Boynes     | G       | Stany Zjednoczone | New Jersey Nets        |
| Alonzo Bradley     |         | Stany Zjednoczone | Houston Rockets        |
| Mike Bratz         | G       | Stany Zjednoczone | Phoenix Suns           |
| Marty Byrnes       | F       | Stany Zjednoczone | Los Angeles Lakers     |
| Austin Carr        | G       | Stany Zjednoczone | Cleveland Cavaliers    |
| Jim Cleamons       | G       | Stany Zjednoczone | Washington Bullets     |
| Terry Duerod       | G       | Stany Zjednoczone | Detroit Pistons        |
| Jack Givens        | F       | Stany Zjednoczone | Atlanta Hawks          |
| Joe Hassett        | G       | Stany Zjednoczone | Indiana Pacers         |
| Geoff Huston       | G       | Stany Zjednoczone | New York Knicks        |
| Abdul Jeelani      | F       | Stany Zjednoczone | Portland Trail Blazers |
| Jeff Judkins       | G       | Stany Zjednoczone | Boston Celtics         |
| Arvid Kramer       | C       | Stany Zjednoczone | Denver Nuggets         |
| Tom LaGarde        | C-F     | Stany Zjednoczone | Seattle SuperSonics    |
| Billy McKinney     | G       | Stany Zjednoczone | Kansas City Kings      |
| Wiley Peck         | G       | Stany Zjednoczone | San Antonio Spurs      |
| Bingo Smith        | G       | Stany Zjednoczone | San Diego Clippers     |
| Jim Spanarkel      | G       | Stany Zjednoczone | Philadelphia 76ers     |
| Raymond Townsend   | G       | Stany Zjednoczone | Golden State Warriors  |
| Richard Washington | C       | Stany Zjednoczone | Milwaukee Bucks        |
| Jerome Whitehead   | C-F     | Stany Zjednoczone | Utah Jazz              |